# 布拉霍达特内 (沃洛德米尔区)
布拉霍达特内（烏克蘭語：Благодатне），2016年前称若夫特内韦（烏克蘭語：Жовтневе），是烏克蘭西北部沃倫州沃洛德米爾區新沃伦斯克市镇里的鎮。處於新沃倫斯克東南面12公里，距離伊万尼奇8.9公里，始建於1953年，海拔高度213米，2011年人口4,779。